# Chapelle Sainte-Jeanne-d'Arc de Gennevilliers
Pour les articles homonymes, voir Chapelle Sainte-Jeanne-d'Arc.
La chapelle Sainte-Jeanne-d'Arc de Gennevilliers est un ancien lieu de culte catholique, situé 42 avenue Louis-Roche dans le quartier du Moulin de Cage de la commune de Gennevilliers dans les Hauts-de-Seine.

## Historique
Elle fut construite entre 1931 et 1933 par l'architecte Marcel Favier dans le cadre de l'Œuvre des Chantiers du Cardinal, puis désaffectée dans les années 1960.
Elle est rachetée au début des années 1970 par un restaurateur qui y crée la brasserie-pizzeria La Gondole en aménageant une verrière devant le tympan.
Elle est parfois utilisée comme salle de concert.

## Description

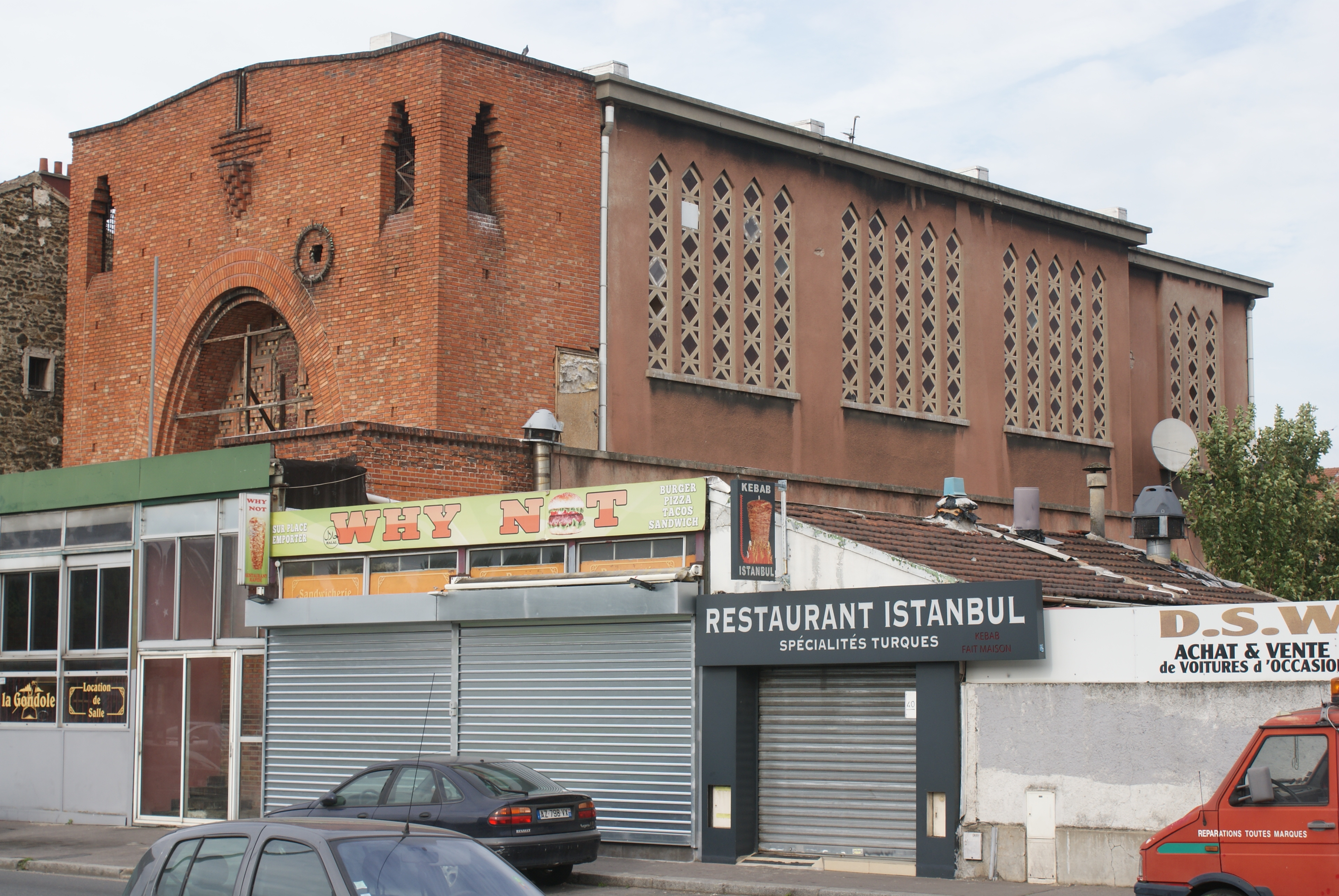
La chapelle Sainte-Jeanne-d'Arc, avenue Louis-Roche à Gennevilliers.

C'est un édifice construit en béton armé, de deux étages et d'une hauteur totale d'une douzaine de mètres.
Il est recouvert de briques roses. La devanture du restaurant est accolée au-devant de l’édifice.